# Zwykła/niezwykła rodzinka
Zwykła/niezwykła rodzinka (ang. No Ordinary Family) – amerykański serial emitowany w stacji ABC od 28 września 2010. W Polsce pokazywany po raz pierwszy w Fox Polska, a na otwartej antenie emitowany w TVP1. Serial skupia się na typowej amerykańskiej rodzinie Powellów, żyjącej w fikcyjnym mieście Pacific Bay w Kalifornii, której członkowie zdobywają szczególne moce po katastrofie lotniczej podczas wspólnej wyprawy do Amazonii.

## Fabuła
Powellowie są typową amerykańską rodziną. Wszystko zmienia lot do amazońskiej dżungli. Po tym Powellsowie stają się nieco mniej zwyczajni. Jim jest sfrustrowanym policyjnym rysownikiem, a jego żona Stephanie, genialną naukowiec i kobietą sukcesu. Choć nadal się kochają, ich małżeństwo straciło nieco blasku. Stephanie proponuje swojej rodzinie wycieczkę wzdłuż Amazonki. W trakcie burzy samolot ulega katastrofie, wpadając w bagniste rzeki. Wszystkim (poza pilotem) udaje im się uciec z tonącego samolotu. Po powrocie do domu, odkrywają, że mają dość niezwykłe zdolności. Jim jest niezwykle silny i ma niesamowity refleks. Stephanie może poruszać się niezwykle szybko. Daphne słyszy myśli innych osób, zaś zupełnie przeciętny JJ staje się niezwykle inteligentny. Zdobyte supermoce sprawiają, że życie zwyczajnej jak dotąd rodziny zmienia się diametralnie.

## Obsada

### Główni bohaterowie
- Michael Chiklis – James "Jim" Powell (Senior)
- Julie Benz – dr Stephanie Powell
- Kay Panabaker – Daphne Nicole Powell
- Jimmy Bennett – James "JJ" Powell (Junior)
- Autumn Reeser – dr Katie Andrews
- Romany Malco – George St. Cloud
- Stephen Collins – dr Dayton King

### Bohaterowie drugoplanowi
- Josh Stewart – Obserwator / Will / Joshua
- Christina Chang – det. Yvonne Cho
- Jason Antoon – Pan Litchfield
- Guillermo Díaz – det. Frank Cordero
- Reggie Lee – dr Francis Chiles
- Amy Acker – Amanda Grayson
- Luke Kleintank – Chris Minor
- Katelyn Tarver – Natalie Poston
- Katrina Begin – Bailey Browning
- Rebecca Mader – Victoria Morrow
- Jean-Luc Bilodeau – Brett Martin

## Spis odcinków
| Światowa premiera | Polska premiera (Fox Polska) | Polska premiera (TVP1) | Nr | Angielski tytuł             |
| ----------------- | ---------------------------- | ---------------------- | -- | --------------------------- |
|                   |                              |                        |    |                             |
| SERIA PIERWSZA    |                              |                        |    |                             |
|                   |                              |                        |    |                             |
| 28.09.2010        | 08.07.2011                   | 29.09.2013             | 1  | Pilot                       |
|                   |                              |                        |    |                             |
| 05.10.2010        | 15.07.2011                   | 29.09.2013             | 2  | No Ordinary Marriage        |
|                   |                              |                        |    |                             |
| 12.10.2010        | 22.07.2011                   | 06.10.2013             | 3  | No Ordinary Ring            |
|                   |                              |                        |    |                             |
| 19.10.2010        | 22.07.2011                   | 06.10.2013             | 4  | No Ordinary Vigilante       |
|                   |                              |                        |    |                             |
| 26.10.2010        | 29.07.2011                   | 20.10.2013             | 5  | No Ordinary Quake           |
|                   |                              |                        |    |                             |
| 09.11.2010        | 29.07.2011                   | 10.11.2013             | 6  | No Ordinary Visitors        |
|                   |                              |                        |    |                             |
| 16.11.2010        | 05.08.2011                   | 17.11.2013             | 7  | No Ordinary Mobster         |
|                   |                              |                        |    |                             |
| 23.11.2010        | 12.08.2011                   | 17.11.2013             | 8  | No Ordinary Accident        |
|                   |                              |                        |    |                             |
| 30.11.2010        | 19.08.2011                   | 24.11.2013             | 9  | No Ordinary Anniversary     |
|                   |                              |                        |    |                             |
| 07.12.2010        | 26.08.2011                   | 01.12.2013             | 10 | No Ordinary Sidekick        |
|                   |                              |                        |    |                             |
| 04.01.2011        | 02.09.2011                   | 08.12.2013             | 11 | No Ordinary Friends         |
|                   |                              |                        |    |                             |
| 11.01.2011        | 09.09.2011                   | 15.12.2013             | 12 | No Ordinary Brother         |
|                   |                              |                        |    |                             |
| 18.01.2011        | 16.09.2011                   | 22.12.2013             | 13 | No Ordinary Detention       |
|                   |                              |                        |    |                             |
| 08.02.2011        | 23.09.2011                   | 22.12.2013             | 14 | No Ordinary Double Standard |
|                   |                              |                        |    |                             |
| 15.02.2011        | 30.09.2011                   | 29.12.2013             | 15 | No Ordinary Powell          |
|                   |                              |                        |    |                             |
| 22.02.2011        | 07.10.2011                   | 29.12.2013             | 16 | No Ordinary Proposal        |
|                   |                              |                        |    |                             |
| 01.03.2011        | 14.10.2011                   | 05.01.2014             | 17 | No Ordinary Love            |
|                   |                              |                        |    |                             |
| 22.03.2011        | 21.10.2011                   | 05.01.2014             | 18 | No Ordinary Animal          |
|                   |                              |                        |    |                             |
| 26.03.2011        | 28.10.2011                   | 12.01.2014             | 19 | No Ordinary Future          |
|                   |                              |                        |    |                             |
| 05.04.2011        | 04.11.2011                   | 12.01.2014             | 20 | No Ordinary Beginning       |